# José Pinto Alcoforado de Azevedo e Sousa
José Pinto Alcoforado de Azevedo e Sousa (Vila de Cedavim, Trancoso, ? — Timor, 1820) foi um administrador colonial português que exerceu o cargo de Governador no antigo território português subordinado à Índia Portuguesa de Timor-Leste entre 1815 e 1819, tendo sido antecedido por Vitorino Freire da Cunha Gusmão e sucedido por Manuel Joaquim de Matos Góis.
José Pinto Alcoforado de Azevedo e Sousa foi governador das ilhas de Timor e Solor, pelo triénio de 1815 a 1818, e no desempenho daquelas funções, que naquele tempo foram difíceis, houve-se com singular energia. Ao comando da expedição que de Macau partiu contra os piratas chineses, prestou serviços relevantes, tendo em 1819 sido promovido a tenente-coronel de Artilharia, arma a que pertencia, por distinção. Já se havia distinguido, no posto de capitão, como comandante da Brigue Princesa Carlota, que assegurou de 15 de fevereiro de 1809 a 15 de setembro daquele ano, obtendo retumbante vitória contra piratas chineses comandados por Zhāng Bǎozǎi que operavam nos mares de Macau.